# Agaricus deserticola
Agaricus deserticola is een zwammensoort uit de familie Agaricaceae. Hij wordt alleen gevonden in het zuidwesten en het westen van Noord-Amerika. A. deserticola is aangepast voor de groei in droge of semi-aride omgevingen.
De paddenstoel kan een hoogte bereiken van 18 cm en een breedte van 7,5 cm. De taaie houtige stam is 1–2 cm breed, verdikkend  naar de basis. De vruchtlichamen groeien afzonderlijk of verspreid op de grond in akkers, graslanden, of droge ecosystemen. Andere paddenstoelen waarmee A. deserticola zou kunnen worden verward omvatten de woestijnschimmelsoorten Podaxis pistillaris en Montagnea arenaria. De eetbaarheid van Agaricus deserticola is niet met zekerheid bekend.